# Caroly (A 5302)
Nave Caroly è una nave scuola di proprietà della Marina Militare Italiana con base alla La Maddalena.

## Caratteristiche
L'unità del tipo yawl è costruita in legno.

## Storia
L'unità è stata varata nel 1948 per volere dell'imprenditore Riccardo Preve. Nel 1955 compì la traversata atlantica da Buenos Aires a Genova con sosta a New York. La Caroly ha navigato come unità da diporto fino a quando, nel 1983, venne donata alla Marina Militare Italiana. Da allora è impiegata come nave scuola partecipando a molte campagne di istruzione, regate e raduni di barche d’epoca.